# Dirk Jakobus Klink

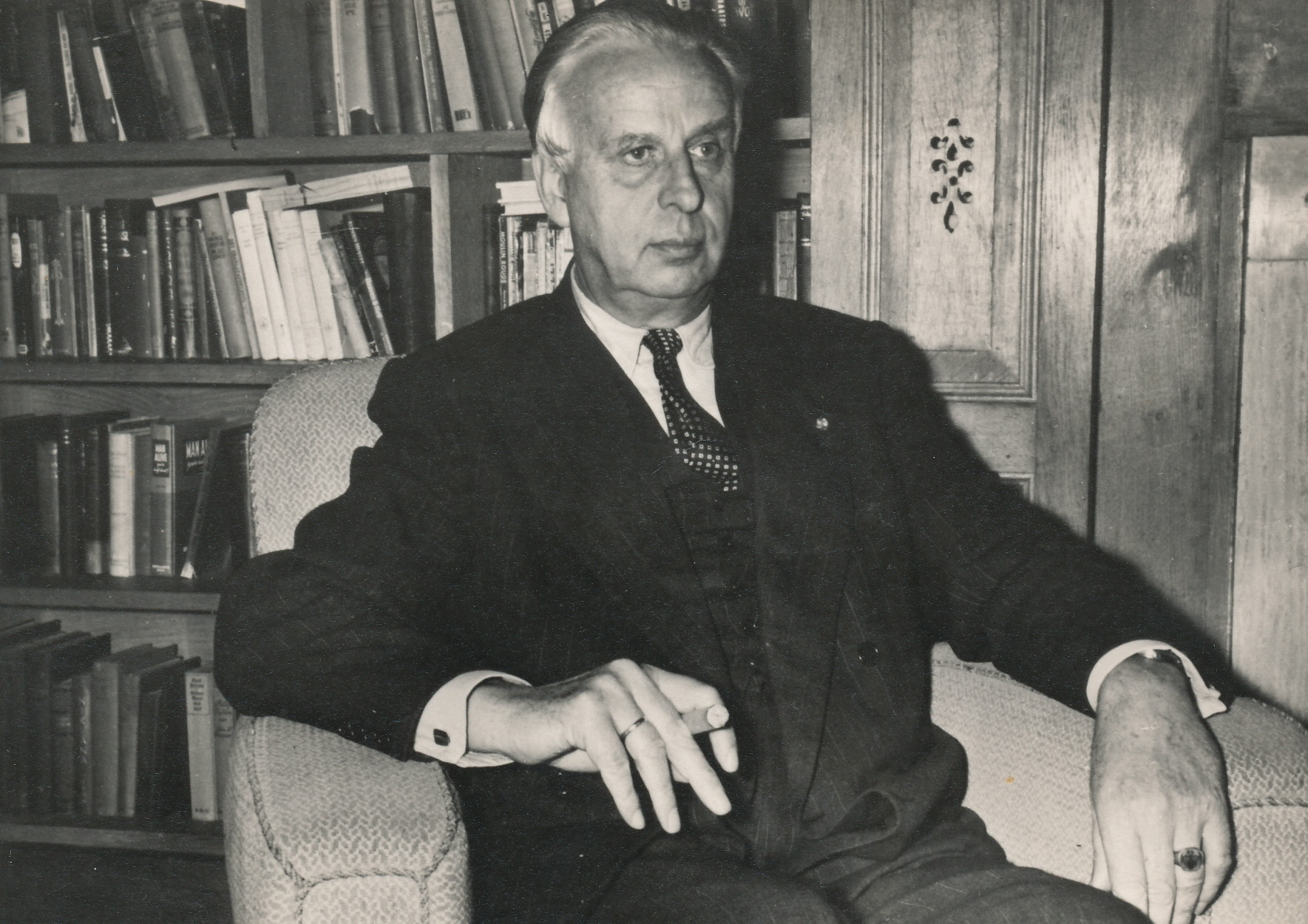
D.J. Klink

Dirk Jakobus Klink (Voorburg, 1 maart 1892 - Kaapstad, 12 maart 1960), was een Nederlands civiel ingenieur.

## Achtergrond
Dirk Jakobus Klink was de zoon van Johannes Klink (1862-1918), kandidaat-notaris te Voorburg en Louise Anna Janna Hendrika ('Wies') Henkes (1867-1944). Hij genoot zijn opleiding aan de H.B.S. Bleyenburg te 's-Gravenhage en de Technische Hogeschool te Delft (diploma 1916).
Klink huwde op 21 mei 1917 te Rijswijk Clasina Julia Wilhelmina Frederika Davijt (1892-1974). Uit dit huwelijk twee dochters: de Remonstrantse predikante Joanne Klink en Wilhelmina Roberta Klink (1921-1991), psych. dra. Na scheiding hertrouwde D.J. Klink te St Pancras (Londen), de pianiste Eugénie Hélène van Ketwich Verschuur, dochter van Mr. Jan Dirk van Ketwich Verschuur (1877-1940) en Johanna Antonia Camerling Helmolt. Klink bewoonde met zijn tweede echtgenote en haar twee kinderen enkele jaren de villa Klein Bergstein te Ellecom voordat zij in 1950 naar Zuid-Afrika zouden emigreren.

## Carrière
Klink kwam na zijn afstuderen van 1916 tot 1928 in dienst van Rijkswaterstaat. Bij de Maaskanalisatie ontwikkelde Klink zich als deskundige op het gebied van sluizen en stuwen. Vanaf 1919 is hij aangesteld als adjunct-secretaris bij de staatscommissie Jolles omtrent de Beerschen overlaat in 1921 schreef hij de nota voor het verslag der commissie: "De watervrije ophooging van den Beerschen overlaat". In de periode 1921-1928 kreeg Klink de leiding van de werken rond de realisatie van het Julianakanaal. Als ontwerper van het Julianakanaal liet hij in Berlijn modelproeven uitvoeren. In de provincie Limburg is hij voor het ontwerpen van het Julianakanaal lange tijd werkzaam geweest. Hij kreeg in het kader van deze werkzaamheden achtereenvolgens Maastricht, Grave en Roermond als standplaats aangewezen. Hij was vervolgens van 1928-1929 directeur en daarna van 1929-1934 directeur-generaal van de Oranje-Nassau Mijnen (Maatschappij tot Exploitatie van Limburgsche Steenkolenmijnen) en als zodanig woonachtig te Heerlen in Villa Zomerweelde, de ambtswoning van de directeur van dit bedrijf. In dit gebouw is nu een filiaal gevestigd van een bankiershuis.
Door zijn werk aan de grote kanaalwerken in het zuiden van Nederland oogstte Klink in het buitenland veel bewondering. Te Grave maakte hij het ontwerp voor de stuwbrug, in Roermond had hij de leiding van de werkzaamheden bij de bouw van de sluis en stuw. Het Julianakanaal is door hem ontworpen en voor de helft tot Echt onder zijn leiding gereed gemaakt. Hij legde de stuw te Borgharen aan alsmede de sluis bij St. Pieter en had de leiding bij de bouw van de sluis bij Maasbracht, bovengenoemd Julianakanaal en het kanaal tussen Borgharen en Geulle. Ook maakte Klink de plannen voor de bouw van een schutsluis te Roosteren en voor de aanleg van een verbindingskanaal tussen het Luikerkanaal en het bevaarbare gedeelte van de rivier de Maas, het destijds befaamde kanaal door het Bosscherveld. Klink was onder andere rapporteur over het vraagstuk der watercentrales op het Julianakanaal voor de 'World Power Conference', in 1926 te Bazel.
Te Roermond was Klink adjunct secretaris van de Commissie Ramaer (in het kader van de steenkolenafvoer). Later leerde het concern 'De Wendel' hem kennen als een man van grote technische kennis en groot inzicht, zodat toen in 1928 de heren Hooreman en Delorthe als directeuren van de Oranje-Nassau Mijnen aftraden, de keuze voor hun opvolger op D.J. Klink viel. Onder Klinks leiding werd aan de Oranje-Nassau Mijnen veel gereorganiseerd en gemoderniseerd; zij maakten een periode van belangrijke uitbreiding en vooruitgang door. Tevens was Klink lid van de raad van Beheer N.V. P.K. (april 1929-maart 1941) en president commissaris van N.V. P.B. (juli 1932-maart 1941). Klink bleef zich toch voor problemen van waterbouwkundige aard interesseren; hij had zitting in verschillende commissies, onder meer in de commissie tot onderzoek naar de mogelijkheid van een spaarbekken te Geulle. Nadat zes jaren de hoofdleiding van het grootste concern der particuliere mijnen bij hem had berust, werd Klink in 1934 eervol ontslag verleend.
Sinds 1934 was hij vervolgens adjunct-directeur van de Nederlandse Maatschappij voor Havenwerken te Amsterdam. Na korte tijd werd hij met de reorganisatie van de kolenmijnen van de S. A. Ougrée Manhage bij Luik belast. Op l januari 1934 trad hij in dienst bij de Nederlandse Maatschappij van Havenwerken te Amsterdam, daarmee tot zijn oorspronkelijk vak terugkerend. In verband hiermee werd Klink op l augustus 1936 eervol ontslag als ingenieur van Rijkswaterstaat verleend. Sinds 1937 bekleedde hij bij genoemde Maatschappij de functie van adjunct-directeur. Voor de Nederlandse Maatschappij van Havenwerken bezocht hij enige malen de havenwerken in Perzië (het tegenwoordige Iran) waarbij hij samen met ir. B. Zweers (de zoon van de bekende Nederlandse componist Bernard Zweers), die in die tijd hoofdingenieur was bij de gemeente Amsterdam, enkele havenprojecten voltooide.
Van 1947-1950 was hij zelfstandig raadgevend ingenieur en verrichtte hij werkzaamheden in het kader van de 'wederopbouw' na de Tweede Wereldoorlog zoals het adviseren bij de infrastructuur in Nederland. Hierbij kwam hij in contact met de heer Job Dura, directeur van het Nederlandse aannemersbedrijf DURA, met wie hij later na zijn emigratie naar Zuid-Afrika belangrijke zaken zou doen.
De liefhebberijen van Klink bestonden uit de tennis-, ski- en schaaksport alsmede het verzamelen van veelal bijzondere postzegels.

### Zuid-Afrika
In 1950 emigreerde Ir. Klink met zijn tweede echtgenote, Eugénie Hélène van Ketwich Verschuur, naar Zuid-Afrika. Hij bewoonde daar eerst een villa in Constantia, een buitenwijk van Kaapstad. Later zou hij verhuizen naar de 'Waterhof', een oude Kaapse hofstede aan de Hofstraat (Hofstreet) 56 te Kaapstad, die hij zo veel mogelijk in oorspronkelijke staat liet restaureren.
Dirk Jakobus Klink woonde op de Waterhof tot aan zijn dood op 12 maart 1960.
Van 1950 tot 1960 was Klink directeur van Safimex (Pty.) Ltd. (South African Import and Export Company) in Kaapstad. Daarnaast was hij managing director van Hardcrete Industries (Pty.) te Kaapstad en Sonneville Sleeper Co. (Pty.) Ltd. te Johannesburg. Job Dura en D.J. Klink hadden het plan opgevat om betonnen dwarsliggers te fabriceren, omdat er in Zuid-Afrika te weinig hout voorradig was om houten dwarsliggers te maken.
Klink wist zich in de ruim tien jaar van zijn verblijf in Zuid-Afrika tot aan zijn overlijden in 1960 een belangrijke plaats te verwerven in het maatschappelijke en culturele leven aldaar. Hij stond aan de wieg van verschillende vestigingen van de DURA (DURA Cape Town Dutch Cable Company): de vestigingen in Kaapstad en Johannesburg.
Kleinzoon Job Dura zegt in een interview met het tijdschrift 'Management Scope' over zijn grootvader: "Mijn grootvader was ondernemer en avonturier en besloot na de oorlog om naar Zuid-Afrika te vertrekken en zijn onderneming daar uit te breiden. Dat is hem ook gelukt. Na de oorlog pakte hij ook de business in Nederland weer op. Het bedrijf breidde zich uit met vestigingen in Nederland en het buitenland".
Met de vele en invloedrijke relaties die hij door zijn innemende en energieke persoonlijkheid wist te verkrijgen, heeft Klink deze maatschappijen in de beginperiode grote diensten bewezen. Met zijn inzicht en doorzettingsvermogen heeft hij vooral de introductie van de zogenaamde Sonneville-spoorwegdwarsliggers in Zuid-Afrika weten te bewerkstelligen en daarmee de basis gelegd voor een bedrijf met grote mogelijkheden.
Voorts richtte Klink te Port Elisabeth een dochteronderneming op voor de Hollandse Draad- en Kabelfabriek te Delft.
Dirk Jakobus Klink overleed te Kaapstad op 12 maart 1960, aan de gevolgen van een fatale val op het tuinpad van zijn woning.
Zijn as werd bijgezet in een familiegraf te Westerveld (begraafplaats), gelegen aan de Duin en Kruidbergerweg te Driehuis.

## Publicaties
Klink Schreef enkele artikelen waaronder:
'De nabij Maastricht in uitvoering zijnde werken in het Julianakanaal' (1927). Ref.: ING 1960 n47 pA622, PKN, WID5-6, WND. (vdt317)

## Onderscheidingen
Officier in de Orde van Oranje-Nassau